# Tercer Cielo (dúo)
Tercer Cielo fue un dúo dominicano de música cristiana formado originalmente en el año 2000 por Juan Carlos Rodríguez y Marcos Yaroide. Luego de la salida de Marcos Yaroide del dúo, se integraría la cantante mexicano-estadounidense, Evelyn Herrera, esposa de Rodríguez. Ambos, pertenecen al sello Fe y Obra Music, subsidiaria de Universal Music Latino.
Sus mayores éxitos son «El uno para el otro», «Yo te extrañaré», «Mi último día», «Creeré», «Tu amor no es de este mundo» y «No crezcas más». Su álbum Gente común, sueños extraordinarios, alcanzó el número uno en la lista Billboard Latin Pop Albums en septiembre de 2009 y obtuvo una certificación de oro de la RIAA.
Sus álbumes han sido bien recibidos en el género musical cristiano en América Latina. Tercer Cielo no solo canta música cristiana, sino que también incluye canciones de amor en sus discos, que le abrieron puertas en el mercado de la música secular. Medios como Monitor Latino, los han abordado. Han recibido nominaciones a premios de todo el mundo, incluso en Puerto Rico, México, República Dominicana, Orlando y California.
El grupo fue presentador en los Premios Billboard de la música latina en la edición 2011. Fueron nominados para el Premio Billboard 2010 y Premios Lo Nuestro 2011, y una nominación al Premio Grammy Latino 2011 al Mejor Álbum Cristiano. El dúo posee además tres récords dentro de las premiaciones de AMCL, como Artista con mayor cantidad de premios AMCL en menos tiempo (2007-2009), Mayor cantidad de premios en una misma noche y Mayor cantidad de premios como artista del año.

## Historia

Marcos Yaroide, exintegrante de Tercer Cielo

El grupo comenzó con Juan Carlos Rodríguez y Marcos Yaroide cantando en eventos cristianos en su ciudad natal, Santo Domingo. Esto luego se extendió a iglesias y muchos eventos de conciertos benéficos, en los que se formó Tercer Cielo. A través de su música, Tercer Cielo apoyó financieramente a muchas iglesias y ayudó a recaudar fondos para muchos ministerios locales. Pronto, se corrió la voz sobre este nuevo dúo y el grupo abandonó su ciudad natal, actuando por todo el país.
La primera canción que grabó el grupo se llamó «Ella y él», escrita por Juan Carlos Rodríguez. Tenía influencias del R&B y contaba la historia de un joven que abandonó su fe cristiana para ir a un mundo que no le ofrecía más que dolor y sufrimiento. Pronto la canción se convirtió en un éxito en su país y el grupo recibió una lluvia de invitaciones a conciertos y eventos como nunca antes, lo que provocó la necesidad de grabar un álbum. El grupo recibió el apoyo del sello discográfico novato Estribillo Music y grabó el álbum En ti, que tuvo mucho éxito en la radio cristiana nacional. Las canciones de ese álbum inicial incluyen "El rapto" con Redimi2, «En ti no dejaré de creer» y «Contigo estoy».

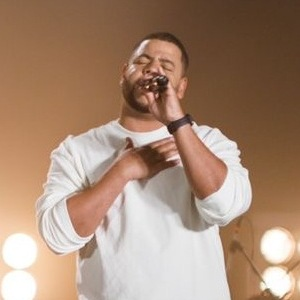
Juan Carlos Rodríguez (JCR), 2021

Entre sus otros éxitos se encuentran «No importa», que ganó en 2007 dos premios AMCL por "Canción del año" y "Composición del año". Juan Carlos Rodríguez recibió el premio a Compositor del Año. En 2009, tuvieron dos grandes éxitos: «Creeré» y «Mi último día», ambos nominados a los premios AMCL en la categoría "Canción del año". "Mi último día" fue ganadora de "Canción del año".
Todavía existe la controversia sobre el sample, plagio o uso sin licencia de la música del tema «Kaze no torimichi» del compositor japonés Joe Hisaishi en el tema «Te necesito» del álbum Gente común, sueños extraordinarios, donde el japonés no ha sido acreditado como coautor de dicho tema. En 2011, producen «Tu amor no es de este mundo», ganadora de "Canción del año" en los Premios AMCL 2011. Ese mismo año, fueron reconocidos con el premio BMI Latin Music.
En 2015, Irreversible fue nominado al Latin Grammy 2015 en la categoría 'Mejor Álbum Cristiano en Español', siendo esta su tercera nominación al premio. A principios de este año, el dúo también fue nominado para un premio Billboard en la categoría "Álbumes de pop latino" Artista del año, dúo o grupo por el mismo álbum. En 2021, inician el año con el sencillo «Hasta que llegué yo».

## Cambio de integrantes

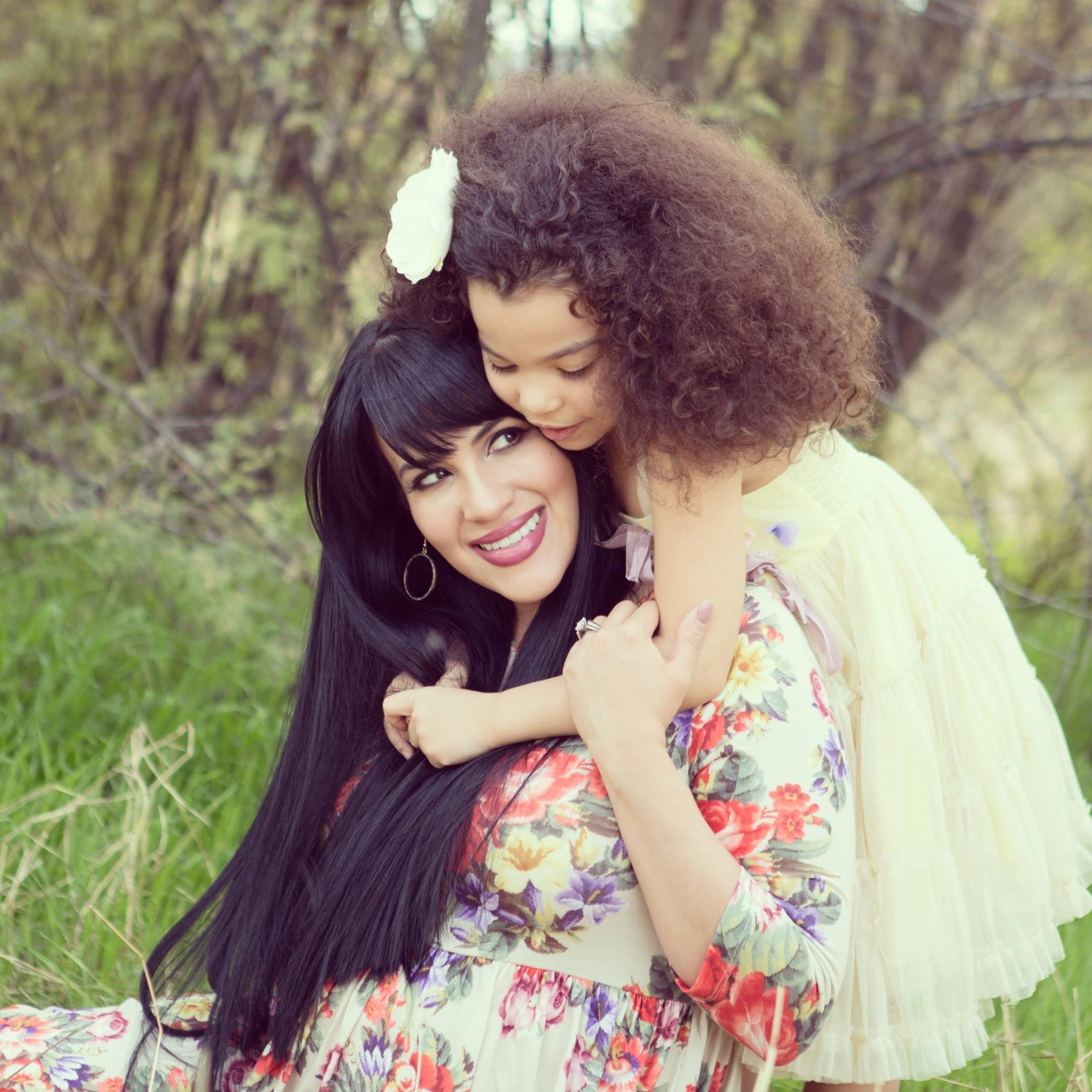
Evelyn con su hija

En 2006, Marcos Yaroide decidió dejar el grupo para formar una carrera en solitario, ⁣ lo que provocó polémica entre los medios. Muchos fanáticos y medios pensaron que se debía a los desacuerdos entre Yaroide y Rodríguez. Rodríguez y Yaroide admitieron más tarde en entrevistas que él había tomado su propia decisión de comenzar una carrera en solitario, debido a su deseo de ser pastor.
Entonces, Juan Carlos decidió incluir a su esposa Evelyn Herrera como nueva integrante de Tercer Cielo, despertando una gran curiosidad en el mundo artístico y cristiano. Muchos fanáticos querían escuchar la seriedad del nuevo proyecto. La idea, para muchos, era extraña, porque creían que Tercer Cielo había terminado, pero al mismo tiempo les interesaba porque querían escuchar cómo sería el nuevo estilo musical. Tercer Cielo era ahora algo completamente diferente y sus expectativas eran grandes.

## Integrantes
- Juan Carlos Rodríguez: Vocalista, arreglista, compositor, productor.
- Evelyn Herrera: Vocalista, compositora.

## Discografía
| Título                              | Detalles del álbum                                                                       | Posicionamiento en listas | Posicionamiento en listas | Posicionamiento en listas | Posicionamiento en listas |
| Título                              | Detalles del álbum                                                                       | Billboard TLA             | Billboard LPA             | Billboard TCA             | Billboard TH              |
| ----------------------------------- | ---------------------------------------------------------------------------------------- | ------------------------- | ------------------------- | ------------------------- | ------------------------- |
| En ti                               | - Lanzamiento: 20 de julio del 2000 - Sello: Estribillo Music - Formato: CD              | —                         | —                         | —                         | —                         |
| Tercer Cielo                        | - Lanzamiento: 25 de agosto del 2002 - Sello: Kasa Producciones - Formato: CD            | —                         | —                         | —                         | —                         |
| Ahora tengo más                     | - Lanzamiento: 22 de septiembre del 2004 - Sello: Kasa Producciones - Formato: CD        | —                         | —                         | —                         | —                         |
| Llueve                              | - Lanzamiento: 3 de abril del 2007 - Sello: Kasa Producciones - Formato: CD              | —                         | —                         | —                         | —                         |
| Hollywood                           | - Lanzamiento: 20 de marzo del 2008 - Sello: Kasa Producciones - Formato: CD             | —                         | —                         | —                         | —                         |
| Gente común, Sueños Extraordinarios | - Lanzamiento: 23 de junio del 2009 - Sello: Kasa Producciones - Formato: CD             | 14                        | 1                         | 27                        | 12                        |
| Viaje a las estrellas               | - Lanzamiento: 3 de mayo del 2011 - Sello: Fe y Obra Music - Formato: CD                 | 28                        | 10                        | 40                        | 33                        |
| Lo que el viento me enseñó          | - Lanzamiento: 24 de abril del 2012 - Sello: Fe y Obra Music - Formato: CD               | 16                        | 4                         | —                         | 21                        |
| Irreversible                        | - Lanzamiento: 28 de octubre del 2014 - Sello: Fe y Obra Music - Formato: CD             | 12                        | 3                         | 43                        | 46                        |
| Momentos en el tiempo               | - Lanzamiento: 16 de marzo del 2018 - Sello: Fe y Obra Music - Formato: descarga digital | —                         | —                         | —                         | —                         |